# Plivanje na OI 1956.

## Pojedinačna natjecanja

### 100 m slobodno
| Mjesto | Država     | Plivač        | Vrijeme |
| ------ | ---------- | ------------- | ------- |
| 1.     | Australija | John Henricks | 55,4 s  |
| 2.     | Australija | John Devitt   | 55,8 s  |
| 3.     | Australija | Gary Chapman  | 56,7 s  |

| Mjesto | Država     | Plivačica      | Vrijeme    |
| ------ | ---------- | -------------- | ---------- |
| 1.     | Australija | Dawn Fraser    | 1:02,0 min |
| 2.     | Australija | Lorraine Crapp | 1:02,3 s   |
| 3.     | Australija | Faith Leech    | 1:05,1 min |

### 400 m slobodno
| Mjesto | Država     | Plivač            | Vrijeme    |
| ------ | ---------- | ----------------- | ---------- |
| 1.     | Australija | Murray Rose       | 4:27,3 min |
| 2.     | Japan      | Tsuyoshi Yamanaka | 4:30,4 min |
| 3.     | SAD        | George Breen      | 4:32,5 min |

| Mjesto | Država     | Plivačica      | Vrijeme    |
| ------ | ---------- | -------------- | ---------- |
| 1.     | Australija | Lorraine Crapp | 4:54,6 min |
| 2.     | Australija | Dawn Fraser    | 5:02,5 min |
| 3.     | SAD        | Sylvia Ruuska  | 5:07,1 min |

### 1500 m + 800 m slobodno
| \| Mjesto \| Država \| Plivač \| Vrijeme \| \| ------ \| ---------- \| ----------------- \| ----------- \| \| 1. \| Australija \| Murray Rose \| 17:58,9 min \| \| 2. \| Japan \| Tsuyoshi Yamanaka \| 18:00,3 min \| \| 3. \| SAD \| George Breen \| 18:08,2 min \| | Natjecanje nije bilo u programu OI. |                   |             |
| Mjesto | Država                              | Plivač            | Vrijeme     |
| 1. | Australija                          | Murray Rose       | 17:58,9 min |
| 2. | Japan                               | Tsuyoshi Yamanaka | 18:00,3 min |
| 3. | SAD                                 | George Breen      | 18:08,2 min |

### Leđni stil
| Mjesto | Država     | Plivač         | Vrijeme    |
| ------ | ---------- | -------------- | ---------- |
| 1.     | Australija | David Theile   | 1:02,2 min |
| 2.     | Australija | John Monckton  | 1:03,2 min |
| 3.     | SAD        | Frank McKinney | 1:04,5 min |

| Mjesto | Država                 | Plivačica        | Vrijeme    |
| ------ | ---------------------- | ---------------- | ---------- |
| 1.     | Ujedinjeno Kraljevstvo | Judy Grinham     | 1:12,9 min |
| 2.     | SAD                    | Carin Cone       | 1:12,9 min |
| 3.     | Ujedinjeno Kraljevstvo | Margaret Edwards | 1:13,1 min |

### Prsni stil
| Mjesto | Država | Plivač             | Vrijeme    |
| ------ | ------ | ------------------ | ---------- |
| 1.     | Japan  | Masaru Furukawa    | 2:34,7 min |
| 2.     | Japan  | Masahiro Yoshimura | 2:36,7 min |
| 3.     | SSSR   | Charis Junitschew  | 2:36,8 min |

| Mjesto | Država   | Plivačica           | Vrijeme    |
| ------ | -------- | ------------------- | ---------- |
| 1.     | Njemačka | Ursula Happe        | 2:53,1 min |
| 2.     | Mađarska | Éva Székely         | 2:54,8 min |
| 3.     | Njemačka | Eva-Maria ten Elsen | 2:55,1 min |

### Leptir stil
| Mjesto | Država   | Plivač           | Vrijeme    |
| ------ | -------- | ---------------- | ---------- |
| 1.     | SAD      | William Yorzyk   | 2:19,3 min |
| 2.     | Japan    | Takashi Ishimoto | 2:23,8 min |
| 3.     | Mađarska | György Tumpek    | 2:23,9 min |

| Mjesto | Država | Plivačica    | Vrijeme    |
| ------ | ------ | ------------ | ---------- |
| 1.     | SAD    | Shelley Mann | 1:11,0 min |
| 2.     | SAD    | Nancy Ramey  | 1.11,9 min |
| 3.     | SAD    | Mary Sears   | 1:14,4 min |

## Štafetna natjecanja

### Slobodni stil
| Mjesto | Država     | Plivači                                                             | Vrijeme    |
| ------ | ---------- | ------------------------------------------------------------------- | ---------- |
| 1.     | Australija | Kevin O’Halloran John Devitt Murray Rose John Henricks              | 8:23,6 min |
| 2.     | SAD        | Richard Hanley George Breen William Woolsey Ford Konno              | 8:31,5 min |
| 3.     | SSSR       | Witali Sorokin Wladimir Struschanow Gennadi Nikolajew Boris Nikitin | 8:34,7 min |

| Mjesto | Država       | Plivačice                                                      | Vrijeme    |
| ------ | ------------ | -------------------------------------------------------------- | ---------- |
| 1.     | Australija   | Dawn Fraser Faith Leech Sandra Morgan Lorraine Crapp           | 4:17,1 min |
| 2.     | SAD          | Sylvia Ruuska Shelley Mann Nancy Simons Joan Alderson-Rosazza  | 4:19,2 min |
| 3.     | Južna Afrika | Natalie Myburgh Susan Roberts Moira Abernethy Jeanette Myburgh | 4:25,7 min |